# Liste des drapeaux de l'Azerbaïdjan
Cette liste des drapeaux azerbaïdjanais dresse la liste des drapeaux utilisés en Azerbaïdjan, aujourd'hui et dans le passé.

## Drapeaux gouvernementaux
| Flag | Date         | Use                                           | Description                                                           |
| ---- | ------------ | --------------------------------------------- | --------------------------------------------------------------------- |
|      | 1992–présent | Étendard présidentiel de l'Azerbaïdjan        | Drapeau tricolore avec le blason au centre.                           |
|      | 2004–présent | Étendard présidentiel de l'Azerbaïdjan en mer | Pavillon avec les trois couleurs nationales et le pavillon au centre. |

## Drapeaux miliaires
| Flag | Date | Use                                                      | Description |
| ---- | ---- | -------------------------------------------------------- | --- |
|      | 1991 | Drapeau de l'armée de terre l'Azerbaïdjan.               | |
|      | 1991 | Insigne de la marine azerbaïdjanaise                     | Puisque l'Azerbaïdjan était une république soviétique, l'insigne de la marine ressemble à celui à l’équivalent soviétique; l'étoile et le croissant remplacent l'étoile rouge, une ancre bleue remplace la faucille et le marteau et la lumière bleue en bas est remplacé par une vague. |
|      | 1991 | Drapeau du Service d'État des frontières azerbaïdjanaise | Un drapeau vert avec le drapeau de la marine en canton. |
|      | 1991 | Drapeau de la Force aérienne azerbaïdjanaise             | |

## Drapeaux historiques
| Flag | Date         | Use                                                                        | Description |
| ---- | ------------ | -------------------------------------------------------------------------- | --- |
|      | 1858–1883    | Premier drapeau officiel de l'Empire russe et drapeau de la Célébration    | Un tissu rectangulaire de trois côtés avec trois bandes horizontales: celle du haut est noir, la moyenne est jaune et celle du bas est blanc.                                        |
|      | 1883–1917    | Drapeau de l'empire russe                                                  | Un tissu rectangulaire de trois côtés égaux avec trois bandes horizontales: celle du haut est blanche, la moyenne est bleue et celle du bas est rouge. Le rapport de taille est 2/3. |
|      | 1813–1917    | Pavillon de la Marine impériale russe                                      | Une Croix de saint André sur un fond blanc. |
|      | 1918         | Drapeau de la dictature de Caspienne centrale                              | Trois bandes horizontales, la supérieure et l'inférieure sont bleu pâle et la centrale est rouge.                                                                                    |
|      | 1918         | Drapeau de la république démocratique d'Azerbaïdjan                        | Source du drapeau actuel. |
|      | 1918–1920    | Drapeau de la république démocratique d'Azerbaïdjan                        | Identique au drapeau actuel. |
|      | 1920–1921    | Drapeau de République socialiste soviétique d'Azerbaïdjan                  | |
|      | 1930s - 1936 | Drapeau de la république socialiste fédérative soviétique de Transcaucasie | Plus tard drapeau de la république socialiste fédérative soviétique de Transcaucasie                                                                                                 |
|      | 1937–1940    | Drapeau de la république socialiste soviétique d'Azerbaïdjan               | |
|      | 1940–1952    | Drapeau de la république socialiste soviétique d'Azerbaïdjan               | |
|      | 1952–1991    | Drapeau de la république socialiste soviétique d'Azerbaïdjan               | Dernier drapeau de la république socialiste soviétique d'Azerbaïdjan |
|      |              | Revers des drapeaux                                                        | Tous les drapeaux de l'union soviétique ne portaient le marteau et la faucille au revers.                                                                                            |
|      | 1937–1940    | Drapeau de la république socialiste soviétique autonome du Nakhitchevan    | Ceci est une des versions de ce drapeau. |
|      | 1952–1991    | Drapeau de la république socialiste soviétique du Nakhitchevan             | Dernier drapeau de la république socialiste soviétique autonome du Nakhitchevan |
|      | 1922–1923    | Drapeau de l'Union des républiques socialistes soviétiques                 | |
|      | 1923–1924    | Drapeau de l'union des républiques socialistes soviétiques                 | |
|      | 1924–1936    | Drapeau de l'union des républiques socialistes soviétiques                 | |
|      | 1936–1955    | Drapeau de l'union des républiques socialistes soviétiques                 | Un tissu rouge, avec la faucille et le marteau doré et l'étoile rouge encadrée d'or. Le rapport largeur longueur est 1:2.                                                            |
|      | 1955–1980    | Drapeau des républiques de l'union soviétique                              | Léger changement de la faucille et du marteau. |
|      | 1980–1991    | Drapeau des républiques de l'union soviétique                              | Légèrement plus rouge que le précédent. |
|      | 1946–1991    | Drapeau de l'Armée soviétique                                              | |
|      | 1924–1935    | Pavillon de la flotte soviétique                                           | |
|      | 1935–1950    | Pavillon de la flotte de l'URSS                                            | |
|      | 1950–1992    | Pavillon de la flotte de l'URSS                                            | Légère modification du précédent. |
|      | 1991–1993    | Drapeau de la République autonome du Nakhitchevan                          | |

## Drapeaux de municipalités et de villes
| Flag | Date | Description      |
| ---- | ---- | ---------------- |
|      | 1918 | Drapeau de Bakou |